# Probuđena savjest (1999.)
Probuđena savjest (eng. The Insider) je film Michaela Manna iz 1999. koji govori o istinitoj priči kako je emisija 60 Minutes razotkrila duhansku industriju, kroz oči stvarnog direktora u industriji, Jeffreyja Wiganda. Priča je originalno emitirana u studenom 1995. u izmijenjenom obliku zbog prigovora tadašnjeg vlasnika CBS-a, Laurencea Tischa. Emitirana je kasnije, 4. veljače 1996.
U glavnim ulogama su nastupili Al Pacino (kao Lowell Bergman), Russell Crowe (kao Jeffrey Wigand), Christopher Plummer (kao Mike Wallace), Bruce McGill (kao odvjetnik Ron Motley), Diane Venora, Philip Baker Hall (kao Don Hewitt), Lindsay Crouse, Debi Mazar, Rip Torn i Colm Feore.
Scenarij za film adaptirali su Eric Roth i Michael Mann prema članku u časopisu Vanity Fair nazvanom "Čovjek koji je previše znao" Marie Brenner.
Nominiran je za Oscare za najboljeg glavnog glumca (Russell Crowe), najbolju fotografiju, najboljeg redatelja, montažu, najbolji film, zvuk i adaptirani scenarij.

## Radnja
Film počinje s Lowellom Bergmanom (Pacino) i njegovim kolegom koje vode s kapuljačom na glavi na sastanak sa šeikom na Bliskom istoku kako bi sredili intervju za Mikea Wallacea (Plummer) za emisiju CBS-a 60 Minutes. Bergmanu su oči zavezane i tijekom razgovora sa šeikom. Nakon što šeik pristane na intervju i ode iz sobe, Bergman skida vreću s glave i pozove Mikea Wallacea dok njegov kolega provjerava kako se može iskoristiti soba. Dva dana poslije stiže Wallace i iako jedan od šeikovih tjelesnih čuvara ne želi da sjedi preblizu šeiku, intervju se nastavlja.
Dok se sve to događa, u Sjedinjenim Državama u Louisvilleu, Kentucky, Jeffrey Wigant (Crowe) pakira svoje stvari i odlazi iz duhanske kompanije Brown and Williamson kako bi otišao kući supruzi (Venora) i dvoje djece, od koje jedno boluje od akutne astme. Za večerom, supruga ga upita kakve kutije ima u autu. On dostojanstvenim glasom odvrati da je to jutro otpušten.
Bergman se vraća u SAD i prima anonimni paket u vezi duhanske kompanije Philip Morris (sada Altria) i studiju o štetnosti. Kako su dokumenti u paketu pisani kemijskim žargonom Bergman poziva prijatelja u Ministarstvu hrane i lijekova kako bi pronašao nekoga tko bi mu mogao prevesti studiju. Prijatelj mu daje Wigandovo ime i broj telefona. Wigand odbija razgovarati s Bergmanom, ali razmjenjuju fakseve. Bergman konačno kaže da će u određeno vrijeme biti u hotelu Seelbach u Louisvilleu.
Sastaju se u hotelu, a Wigand pristaje biti konzultant oko studije o štetnosti iz Philip Morrisa, ali napominje kako ne smije razgovarati ni o čemu drugom zbog ugovora o tajnosti.   Wigand uzima dokumente i odlazi. Zatim odlazi na sastanak u Brown and Williamson. Direktor Thomas Sandefur (Gambon) ga prisili da potpiše prošireni ugovor o tajnosti. Wigand vjeruje da je Bergman rekao Brown and Williamsonu o njihovom sastanku pa ga optužuje za to.
Bergman sutradan posjećuje Wigandovu kuću i porekne da je rekao išta kompaniji jer to nije ono što on radi. Wigand i Bergman počnu razgovarati kako je sedam direktora duhanske industrije (ili 'sedam patuljaka duhanske industrije', kako ih Wigand zove) svjedočilo pred Kongresom da ne znaju ništa o ovisnosti o nikotinu te da bi se trebali bojati Wiganda. Spominju i zašto je Wigand počeo raditi za duhansku kompaniju nakon što je radio za biotehničke tvrtke. Bergman kaže Wigandu da mora odlučiti želi li se okrenuti protiv duhanske industrije.
U sjedištu CBS-a Bergman i Wallace na sastanku gledaju svjedočenje sedam direktora pred Kongresom te počnu raspravljati što bi Wigand trebao učiniti ako bi im htio nauditi. Na sastanku je i odvjetnik koji im kaže kako zbog Wigandova ugovora o tajnosti neće moći otkriti ono što zna. Bergman predloži kako bi Wigand mogao biti prisiljen da progovori na sudu koji bi mu mogao pružiti zaštitu protiv Brown and Williamsona ako bi dao intervju za 60 Minutes.
Wigand postaje profesor kemije i japanskog u srednjoj školi u Louisvilleu. On i njegova obitelj se preseljavaju u novu kuću. Jedne noći pronalazi otisak cipele u svojem vrtu, prima prijetnje smrću preko e-maila, a nakon toga u poštanskom sandučiću pronalazi metak. Kontaktira FBI, ali agenti koji su stigli optuže ga da je emocionalno neuravnotežen i oduzmu mu kompjuter, iako je to privatno vlasništvo. Bergman saznaje za to i stupi u kontakt s agentom FBI-ja s više razine, optuživši agente koji su posjetili Wigandovu kuću da imaju veze s duhanskom industrijom.
Wigand i Bergman odlaze na večeru zajedno, a Bergman upita Wiganda o događajima iz njegove prošlosti koje bi industrija mogla upotrijebiti protiv njega. Wigand mu kaže nekoliko stvari; zatim mu kaže da puno riskira i da ne vidi kako će nešto promijeniti. Bergman ga uvjerava da hoće.
Bergman naziva odvjetnike Richarda Scruggsa (Feore) i Rona Motleyja (McGill) koji zajedno uz javnog tužitelja Mississippija tuže duhansku industriju u ime države Mississippi (Mike Moore glumi samog sebe) kako bi isplatila naknade za liječenje ljudi oboljelih od bolesti povezanih s pušenjem. Bergman im priopćava svoju zamisao, a oni izražavaju interes.
Wigand naziva Bergmana rekavši da mu teroriziraju obitelj te da želi ići u New York i javno istupiti. Wigand i njegova supruga sastaju se s Bergmanom u New Yorku, ali Wigand nije rekao ženi za intervju. Dok Wigandovi odlaze odvojeni, Wallace upita 'tko su ovi ljudi' na što Bergman odvraća 'oni su obični ljudi pod neobičnim pritiskom, Mike - što si očekivao - ljupkost i čvrstoću?'
Wigand daje intervju Wallaceu i kaže kako Brown and Williamson manipuliraju nikotinom putem amonijaka kako bi se nikotin lakše apsorbirao u plućima i tako oštetio mozak i središnji živčani sustav. Dodaje kako je Brown and Williamson svjesno ignorirao opasnost po javno zdravlje zbog profita.
Wigand započinje novi nastavnički posao i razgovara s Richardom Scruggsom. Odlazi kući i otkriva shvaća kako mu je Bergman dodijelio zaštitare. Wigandova supruga je pod velikim stresom, što mu i kaže.
Wigand odlazi u Mississippi gdje mu država Kentucky određuje zabranu kretanja. Ona vrijedi za Mississippi, ali bude li svjedočio kad se vrati u Kentucky, bit će pritvoren. Nakon dužeg perioda nasamo odlučuje otići na sud kako bi dao iskaz. Na svjedočenju izjavljuje da nikotin djeluje kao droga.
Vraća se u Kentucky i otkriva kako su ga žena i djeca ostavili iz straha zbog moguće osvete duhanske industrije.
U tom dijelu filma, pozornost se skreće na Bergmana. Bergman i Wallace odlaze na sastanak s direktorom CBS-a u vezi Wigandova intervjua. Došlo je do pravnog problema. Ako dvije stranke imaju dogovor, kao što je ugovor o tajnosti, i ako jednu od tih stranaka treća stranka potakne da prekrši taj dogovor, stranku može tužiti druga stranka zbog odštete. Otkriva se da što više istine Wigand kaže, veća je šteta, i veća je mogućnost da će se CBS suočiti s multimilijunskom tužbom od strane Brown and Willamsona. Kasnije se predloži da se umjesto originalnog prikaže montirani intervju. Bergman se ne slaže i ustvrdi da je uprava CBS-a pritisnula CBS News da izreže intervju zato što se boji multimilijunske odštete koja bi mogla ugroziti prodaju CBS-a Westinghouseu. Bergman shvati da je ostao sam, jer se Wallace složio s montažom intervjua.
Duhanska industrija počinje klevetničku kampanju protiv Wiganda, okrenuvši se protiv njegove supruge i objavivši dosje na 500 stranica o svemu što je Wigand ikad krivo napravio. Nakon razgovora s Wigandom, Bergman shvati da je industrija izvrnula i uveličala svoje tvrdnje. Stupa u kontakt s novinarom Wall Street Journala kako bi odgodio priču dok se ona ne potvrdi. Osim toga, unajmljuje privatne istražitelje kako bi proveo vlastitu istragu. Bergman daje svoje podatke novinaru Wall Street Journala i kaže mu da odgodi rok objavljivanja. Naređeno mu je da uzme godišnji odmor.
Emitira se izmontirani intervju. Bergman pokuša doći do Wiganda u njegovu hotela, ali ovaj se ne javlja. Dobiva direktora hotela koji odlazi u Wigandovu sobu s telefonom. Wigand sjedi mirno i zuri u prazno. Okreće se i ugleda svoje kćeri kako se igraju u dvorištu. Wigand konačno počne razgovarati s Bergmanom optuživši ga da ga je izmanipulirao. Bergman mu odvraća da je važan mnogim ljudima i da ljudi kao što je on nema mnogo. Wigand isto kaže Bergmanu.
Bergman odlučuje dobiti novinara iz New York Timesa i ispričati mu sve što je otkriveno u 60 Minutes. Wall Street Journal konačno objavljuje svoj članak u kojem stoji da je većina optužbi protiv Wiganda poduprta manjakvim ili kontradiktornim dokazima te otkrivaju Wigandov iskaz u Mississippiju. 60 Minutes konačno u eter konačno pušta cijeli intervju s Wigandom.
U posljednjoj sceni Bergman razgovara s Wallaceom i kaže mu da daje otkaz. Posljednji kadar prikazuje ga kako on napušta zgradu. Počinje niz obavijesti s informacijama kako se duhanska industrija nagodila s Mississippijem i drugim državama, da Wigand živi u Južnoj Karolini. Dr. Wigand 1996. je osvojio nagradu za učitelja godine, zaradivši državno priznanje za svoje nastavničke vještine. Lowell Bergman radi za emisiju PBS-a Frontline i predaje na fakultetu novinarstva na Kalifornijskom sveučilištu Berkeley.

## Produkcija
Kad je Mann bio u post-produkciji Vrućine, Bergman je prolazio kroz niz događaja opisanih u filmu. Bergman je razgovarao s Mannom o svojim suđenjima i nevoljama. Redatelj je znao za Bergmanovu reputaciju kao čovjeka od riječi te postao zaintrigiran. Sreli su se 1989. i razgovarali o nekoliko projekata koji nikad nisu vidjeli svjetlo dana. Dvojica muškaraca su s godinama ostali u kontaktu, razgovarajući o Bergmanovim iskustvima, a Mann je jednom postao zainteresiran za snimanje filma o prodavaču oružja u Marbelli kojeg je Bergman poznavao. Mann je prvi put čuo za ono što će postati Probuđena savjest između Wigandova skraćenog intervjua iz studenog 1995. i veljače 1996., kad je emitiran u cijelosti, a Bergman zamoljen da napusti 60 Minutes.
S budžetom od 68 milijuna dolara, Mann je počeo prikupljati gomilu dokumenata kako bi istražio događaje opisane u filmu: iskaze, nove izvještaje i transkripte iz 60 Minutes. Pročitao je scenarij koji je napisao Eric Roth, nazvan Dobri pastir, o prvih 25 godina CIA-e. Mann je na temelju ovog scenarija kontaktirao Rotha kako bi mu pomogao da napiše Probuđenu savjest. Zajedno su napisali nekoliko skica i raspravljali o strukturi priče. Roth je nekoliko puta intervjuirao Bergmana, a dvojica su postali prijatelji. Nakon što su on i Mann napisali prvu verziju, u kafiću u Santa Monici, Roth je upoznao Wiganda. Zviždač je još bio pod ugovorom o tajnosti te ga nije bio spreman prekršiti ni zbog Rotha ni zbog Manna. Roth se kasnije prisjetio kako mu se Wigand na prvi pogled doimao neugodan i odbojan. Kako su nastavili pisati nove verzije, dvojica muškaraca su napravili male prilagodbe u kronologiji i dodali neke izmišljene dijaloge, ali su se držali striktno činjenica kad god je to bilo moguće. No, nisu htjeli snimati dokumentarac.
Mann je za ulogu Jeffreyja Wiganda htio Vala Kilmera. Producent Pieter Jan Brugge je predložio Russella Crowea, a nakon što ga je vidio u filmu L.A. povjerljivo, Mann je otišao Croweu u Kanadu gdje je ovaj snimao film Asovi s Aljaske i dao mu da pročita scene iz Probuđene savjesti. Nakon što je Crowe pročitao scenu u kojoj Wigand shvaća kako intervju neće biti emitiran, tako je dobro uhvatio Wigandovu srž da je Mann odmah znao da je pronašao savršenog glumca za ulogu. Crowe, kojemu je tada bilo 33, bio je zabrinut zbog toga što će glumiti nekog mnogo starijeg od sebe kad je bilo toliko dobrih glumaca tih godina. Nakon što je Crowe angažiran, on i Mann su proveli šest tjedana zajedno prije početka snimanja, razgovarajući o njegovom karakteru, odjeći i pomagalima. Crowe se zdebljao za ulogu, ošišao se i obojio kosu sedam puta te se podvrgnuo svakodnevnom kožnom tretmanu kako bi se transformirao u Wiganda. Nije mogao razgovarati s Wigandom o njegovim iskustvima jer je ovaj tokom većeg dijela produkcije bio pod ugovorom. Kako bi mu skinuo glas, neprestance je puštao šestosatnu kazetu s Wigandom.
Al Pacino je bio jedini Mannov izbor za ulogu Lowella Bergmana. Htio je vidjeti glumca u ulozi u kojoj ga nikad prije nije vidio. Pacino, koji je prije toga radio s Mannom u Vrućini, oduševljeno je prihvatio ulogu. Kako bi napravili istraživanje za film, Mann i Pacino su se družili s novinarima časopisa Time, provodili vrijeme na ABC News, a Pacino je i upoznao Bergmana.
Pacino je za ulogu Mikea Wallacea predložio Mannu predložio Christophera Plummera. Pacino je mnogo puta gledao glumca veterana u kazalištu i divio mu se. Mann je također htio raditi s Plummerom još od sedamdesetih. Pacino je rekao Mannu da pogleda Plummera u Stage Strucku Sidneyja Lumeta iz 1958., a kasnije je bio jedini redateljev izbor za ulogu Wallacea - Plummer nije morao dolaziti na audiciju. Sastao se s Mannom i nakon nekoliko razgovora postao član glumačke ekipe.
Wigand je tražio zabranu cigareta u filmu. Međutim, dok lik Wiganda ulazi u zračnu luku, malo prije nego što je dobio sudski poziv, u pozadini se vidi žena kako puši cigaretu. Osim toga, dok Bergmana vode na sastanak u Hezbollah, može se vidjeti libanonskog vojnika kako puši.
Sudnica u kojoj Wigand daje iskaz nije set. Producenti su iskoristili pravu sudnicu u okrugu Jackson, Mississippi, gdje je stvarni Wigand dao iskaz.
Čovjek koji glumi javnog tužitelja iz Mississippija Michaela Moorea nije glumac. Moore glumi samog sebe.
Tijekom scene u kojoj Pacino i Crowe razgovaraju u parkiranom autu, u pozadini se može vidjeti veliki brojčanik. To je zapravo Colgate Clock, sat lociran na fasadi tvornice Colgate u Clarksvilleu, Indiana, točno preko puta rijeke Ohio iz Louisvillea, Kentucky, gdje je snimljen veći dio filma.

## Kontroverze
Nevolje su počele prije nego što je film uopće objavljen. Don Hewitt i Wallace su optužili Manna zbog suradnje s Bergmanom kako bi ga pretvorio u junaka na račun dvojice muškaraca. Dodali su kako je Bergman pregovarao s Mannom dok je postupak još trajao. Tvrdili su da je Bergman s vremena na vrijeme telefonirao Mannu i radio bilješke tijekom sastanaka na CBS-u. Wallace je posebno bio uzrujan što ga film neće prikazati u najsjajnijem izdanju. Pročitao je ranu verziju scenarija i prigovorio kako se brzo predomislio i javno kritizirao CBS. Mann i Roth su se dogovorili da će u manjoj mjeri izmijeniti scenarij. Unatoč revizijama, Wallace je u Los Angeles Timesu i Brill's Contentu i dalje prigovarao kako će u filmu biti pogrešan prikazan.
Nakon što je Probuđena savjest objavljena, Brown and Williamson su optužili studio Walt Disney Company zbog iskrivljivanja istine. Zakupili su cijelu stranicu u Wall Street Journalu i započeli kontra kampanju protiv Wiganda i ostalih koji su bili povezani s filmom. Duhanska kompanija je u osam gradova na prikazivanjima imala svoje predstavnike koji su dijelili letke govoreći ljudima da nazovu besplatni telefon na kojem će dobiti odgovore na pitanja o filmu.
Brown and Williamson je poslao bar jedno opominjuće pismo Disneyju prije nego što su pogledali film. Smetale su ih dvije scene: ona u kojoj Wigand pronalazi metak u poštanskom sandučiću s prijetećom porukom i gdje Wiganda prati misteriozna osoba na golf terenu. Wigand je uistinu prijavio prvi događaj, dok je Mann potvrdio da je druga scena izmišljena te da je dodana zbog dramskog efekta. Prema članku u Vanity Fairu na kojem je film temeljen, bilo je još prijetnji smrću Wigandu koje nisu prikazane u filmu.

## Kritike
Roger Ebert iz Chicago Sun-Timesa dao je filmu tri i pol od četiri zvjezdice i hvalio ga zbog "snage da apsorbira, zabavi i naljuti." Janet Maslin iz New York Timesa je hvalila Russella Crowea te dodala kako je to Mannov najbolji rad do tada.
Peter Travers iz Rolling Stonea je napisao, "Svojim eksplozivnim izvedbama, ekspresnim izvedbama i dramskim provokacijama, Probuđena savjest nudi najboljeg Manna do sada." Kritičar Andrew O'Herih je u svojoj recenziji za Salon napisao da film "nije samo prekrasan za gledati, on stručno gradi tenzije integrirajući elektroničnu glazbu Pietera Bourkea i Lise Gerrard i strašnu montažu Williama Goldenburga, Davida Rosenblooma i Paula Rubella."

### Nagrade
Christopher Plummer 1999. je osvojio nagradu za najboljeg sporednog glumca Bostonskog društva filmskih kritičara. Russell Crowe je 2000., među ostalima, osvojio nagrade za najboljeg glumca Broadcast Film Critics Association, Londonskog kruga filmskih kritičara, Udruženja filmskih kritičara Los Angelesa i Nacionalnog društva filmskih kritičara. Eric Roth i Michel Mann su 2000. osvojili Nagradu Humanitas.
Film je bio nominiran za sedam Oscara, uključujući najbolji film, najboljeg redatelja, najbolji adaptirani scenarij i najboljeg glavnog glumca (Russell Crowe).

### Zarada
U početnom vikendu, film je ukupno zaradio 6,712,361 dolara. Zaključno s 16. kolovoza 2006., film je zaradio ukupno 60,289,912 dolara (u Americi 29,098,912; u ostatku svijeta: 31,200,000).

## Soundtrack

### Popis pjesama
1. "Tempest" 2:51
2. "Dawn of the Truth" 1:59
3. "Sacrifice" 7:41
4. "The Subordinate" 1:17
5. "Exile" 1:39
6. "The Silencer" 1:38
7. "Broken" 2:03
8. "Faith" 3:01
9. "I'm Alone on This" 2:02
10. "LB in Montana" 0:50
11. "Palladino Montage" 0:45
12. Gustavo Santaolalla - "Iguazu" 3:12
13. "Liquid Moon" 4:05
14. Jan Garbarek - "Rites" 5:34
15. Massive Attack - "Safe from Harm [Perfecto Mix]" 8:14
16. "Meltdown" 5:40

### Druga glazba u filmu
- Casbah Orchestra - "Uotaaref Men Elihabek"
- Curt Sobel - "Suffocate", "Hot Shots" i "Night Stop"
- Arvo Pärt - "Litany"
- Richard Gilks - "Smokey Mountain Waltz"
- Einstürzende Neubauten - "Armenia"
- Lisa Gerrard i Pieter Bourke - "Sacrifice"
- David Darling - "Two or Three Things"

## Zanimljivosti
- Nakon što je nominiran za sedam Oscara, film je ponovno prikazan u samo 300 kina u Sjedinjenim Državama. Osim toga, suprotno normalnoj praksi s nominiranima za Oscare, ni Al Pacino ni Russell Crowe nisu intervjuirani u 60 Minutes.
- Scena u kafiću je snimljena u French Hotel Cafeu u sjevernom Berkeleyju, Kalifornija.

## Vanjske poveznice
- Probuđena savjest u internetskoj bazi filmova IMDb-a
- Metacritic: Recenzije
- Jeffreywigand.com - Službena stranica
- Jeffrey Wigand u 60 Minutes, 4. veljače 1996. - Transkript priče CBS-a.
- Frontline: Smoke in the Eye
- Kolekcija članaka  Arhivirana inačica izvorne stranice od 11. veljače 2008. (Wayback Machine)
- Pacino's Loft - The Insider
- Trailer  Arhivirana inačica izvorne stranice od 15. travnja 2008. (Wayback Machine)
- Scenarij
- Intervju s Mannom na Reel.com  Arhivirana inačica izvorne stranice od 17. siječnja 2021. (Wayback Machine)
- Intervju s Mannom u časopisu DGA  Arhivirana inačica izvorne stranice od 2. veljače 2008. (Wayback Machine)